# يسرا فراويس
يُسرا فراويس من مواليد الجديدة، مُحامية أعمال تونسية وناشطة في مجال حقوق الإنسان ونسوية.

## سيرتها
بِمُبادرة من معلِّمتها للتّربيّة المدنيّة، حضرت عام 1995 مُناقشة حول دور المرأة التونسية في المُسلسلات الشّعبيّة. ثُم انضمّت إلى نادي شباب الجمعية التونسية للنساء الديمقراطيات أثناء حملتها في الاتحاد العام للطلاب التونسيين. في عام 2000، أطلقت عريضة تُطالب بالمساواة بين الجنسين في الميراث.
بعد الثورة التونسية في عام 2011، انضمّت يُسرا إلى مجمُوعة من الخبراء القانونيين الذين تحققوا من نصوص التحول الديمقراطي داخل الهيئة العليا لتحقيق أهداف الثورة والإصلاح السياسي والانتقال الديمقراطي. وفي الوقت نفسه، كرّست نفسها للتنديد بانتهاكات حقوق الإنسان وعدم المساواة. عملت بعد ذلك على مشروع قانون للعنف ضد المرأة تَبنّى لاحقًا من قبل مجلس مُمثلي الشّعب في يوليو 2017.
تميّزت بنشاطها من أجل حماية حقوق الإنسان، وشاركت في إطلاق سراح جابر الماجري، متهمة بمهاجمة الأخلاق والتشهير والإخلال بالنظام العام لنشرها رسوم كاريكاتورية لمحمد ﷺ على الشبكات الاجتماعية في عام 2012. بالإضافة إلى ذلك، شجبت باستمرار التجاوزات الوحشية ودافعت عن النساء ضحايا العنف.
وهي مندُوبة الاتحاد الدولي لحقوق الإنسان في تونس ومتحدثة في العديد من المؤتمرات والندوات على المستويات الوطنية والإقليمية والدولية. منذ عام 1999 كانت عضوًا في الجمعية التونسية للنساء الديمقراطيات التي أصبحت رئيسةً لها في أبريل 2018. التحقت بجمعية النساء التونسيات لأبحاث التنمية (أمين الصندوق في عام 2002 حيث شغلت منصب مدير التدريب من 2005 إلى 2008).

## المنشورات
يُسرا فراويس هي مؤلفة، أو مؤلفة مشاركة، لأدلة ومُلاحظات وتقارير مثل:
- دليل إلى 100 خطوة لإنهاء العنف ضد المرأة (مؤلفة مشاركة).[8]
- حقوق الإنسان المكفولة: من الدستور إلى التشريع (مؤلفة).[9]

كما أنّها مشهُورة بكتاباتها ومقالاتها الشعرية. نشرت العديد من القصائد والمقالات حول مساهمة المرأة في الأدب العربي.

## مَرَاجِع
1. ↑  "Égalité dans l'héritage: Yosra Frawes évoque l'obstacle de "l'alliance sacrée de l'argent, de la religion et de la politique" | Al HuffPost Maghreb". huffpostmaghreb.com. مؤرشف من الأصل في 2019-08-26. اطلع عليه بتاريخ 2019-08-26. {{استشهاد ويب}}: الوسيط غير المعروف |trans_title= تم تجاهله يقترح استخدام |عنوان مترجم= (مساعدة)
2. ↑  "Samsung double Apple pour le premier trimestre aux USA | Clickpresse.com | Actualité et Infos au Maroc et dans le monde". clickpresse.com. مؤرشف من الأصل في 2020-02-08. اطلع عليه بتاريخ 2019-08-26. {{استشهاد ويب}}: الوسيط غير المعروف |trans_title= تم تجاهله يقترح استخدام |عنوان مترجم= (مساعدة)
3. ↑  "Tunisia passes historic law to end violence against women and girls | UN Women – Headquarters". unwomen.org. مؤرشف من الأصل في 2019-07-31. اطلع عليه بتاريخ 2019-09-27.
4. ↑  "Yosra Frawes - Expertes France". expertes.fr. مؤرشف من الأصل في 2019-08-26. اطلع عليه بتاريخ 2019-08-26.
5. ↑  "Education, the key to preventing and combating violent extremism". unesco.org (بالإنجليزية). 9 Mar 2016. Archived from the original on 2019-08-30. Retrieved 2018-04-22.
6. ↑  "Yosra FRAWES - International Federation for Human Rights". fidh.org. مؤرشف من الأصل في 2019-08-30. اطلع عليه بتاريخ 2019-09-27.
7. ↑  Tunisia: who is Yosra Frawes, the new president of the Association of Democratic Women ? نسخة محفوظة 22 مارس 2019 على موقع واي باك مشين.
8. ↑  "Guide des 100 mesures pour l'éradication des violences à l'encontre des femmes". fidh.org (بالفرنسية). 12 May 2017. Archived from the original on 2019-09-01. Retrieved 2018-04-22.
9. ↑  "Droits humains garantis : de la Constitution à la législation" (PDF). fidh.org (بالفرنسية). Archived from the original (pdf) on 2016-09-21. Retrieved 2018-04-22.
10. ↑  "Yosra Frawes". turess.com. مؤرشف من الأصل في 2020-02-01. اطلع عليه بتاريخ 2018-04-22.